# Rockport (Texas)
Rockport es una ciudad ubicada en el condado de Aransas en el estado estadounidense de Texas. En el Censo de 2010 tenía una población de 8766 habitantes y una densidad poblacional de 225,47 personas por km².

## Geografía
Rockport se encuentra ubicada en las coordenadas 28°2′51″N 97°3′2″O / 28.04750, -97.05056. Según la Oficina del Censo de los Estados Unidos, Rockport tiene una superficie total de 38.88 km², de la cual 27.66 km² corresponden a tierra firme y (28.85%) 11.21 km² es agua.

## Demografía
Según el censo de 2010, había 8766 personas residiendo en Rockport. La densidad de población era de 225,47 hab./km². De los 8766 habitantes, Rockport estaba compuesto por el 88.72% blancos, el 1.46% eran afroamericanos, el 0.65% eran amerindios, el 2.43% eran asiáticos, el 0.06% eran isleños del Pacífico, el 4.72% eran de otras razas y el 1.96% pertenecían a dos o más razas. Del total de la población el 20.83% eran hispanos o latinos de cualquier raza.